# Sniper Elite III
Sniper Elite III é um jogo eletrónico de tiro táctico em terceira pessoa. Foi produzido pela britânica Rebellion Developments e publicado pela 505 Games. É a sequência de Sniper Elite e de Sniper Elite V2. Sniper Elite III foi anunciado a 10 de Janeiro de 2013 pela Digital Bros, empresa parceira da 505 Games e lançado para Microsoft Windows, Xbox 360, Xbox One, PlayStation 3 e PlayStation 4 entre Junho e Julho de 2014.

## Trama
O jogo tem como palco os conflitos da Segunda Guerra mundial ocorridos no norte da África, o game novamente coloca você na pele de um atirador de elite que precisa se infiltrar nas linhas inimigas com o intuito de derrotar um adversário capaz de mudar sozinho o rumo da guerra.

## Jogabilidade
O jogo mantém uma mecânica semelhante a de Sniper Elite V2. Os jogadores passam por grandes mapas do campo de batalha com base no conflito Norte-Africano.
O rifle sniper é a arma principal do jogador, embora possua armas adicionais, incluindo armas metralhadoras e pistolas, silenciadas ou não, dependendo da situação, estão disponíveis. Além de granadas de mão, o jogador pode implantar armadilhas tripwire, minas terrestres e dinamite. Binóculos também podem ser usados para marcar os inimigos, exibindo a sua posição, características do soldado inimigo, distância e movimentos. O jogador deve prender a respiração para alinhar corretamente o tiro. Um ícone vermelho aparece na mira de seu rifle, marcando o ponto de impacto previsto. Há partes de armas espalhadas por todo o jogo, encontradas quando fizer vistoria em inimigos mortos, permitindo aos jogadores personalizar suas armas no menu de pré-implantação; O menu também permite loadouts de equipamento, (Dentre eles, o jogador deverá escolher uma das categorias: Alpha, Bravo, Delta ou Charlie e personalizar com bem querer).
As técnicas de modo Stealth foram reformuladas. Um ícone em forma de olho mostra a sua visibilidade perante aos soldados inimigos. Quanto mais aberto o "olho", mas você estará visível aos soldados inimigos. Os soldados inimigos também possuem um medidor em forma de círculo sobre suas cabeças para indicar o estado de alerta. Os jogadores também são forçados a mudar periodicamente a sua posição no campo de batalha, para evitar a sua detecção pelos soldados inimigos. Como no jogo anterior, sons altos pode ser usados para disfarçar os tiros de seu rifle.
Um sistema de pontos é instituído para ações como stealth ou mortes com os tiros de rifle, com os pontos sendo acumulados para a promoção de postos mais altos. Os jogadores podem ir ao redor do mapa para coletar itens especiais de recompensa, tais como cartões de colecção e desbloquear os chamados "ninhos de sniper", além de páginas de revistas também fornecem mais conteúdos sobre os acontecimentos do jogo.
O sistema de matar com o modo X-Ray de V2 é mantido no jogo. Quando o jogo anterior mostra apenas a estrutura interna do corpo no ponto de impacto, o novo jogo se expande para visualizar o resto dos sistemas cardiovascular, esqueléticos e musculares. O jogador ainda pode ter como alvo veículos, mas agora tem a chance de disparar os motores e desativar o veículo.

## Multiplayer
O modo Multiplayer em Sniper Elite III consiste em 5 modos de jogo competitivo, dentre eles: Team Deathmatch, Deathmatch, Distance King, No Cross e Capture the flag. Há uma grande variedade de mapas para jogar com grandes ambientes abertos.

## Continuação
Em 7 de Março de 2016, foi confirmado a sequência Sniper Elite 4, que foi lançado para Microsoft Windows, Xbox One, e PlayStation 4.